# 犬田バイパス
犬田バイパス（いぬたバイパス）は、茨城県道・栃木県道41号つくば益子線の茨城県桜川市の区間のうち、同市本木地内から鍬田地内までの犬田地区を迂回しバイパスする区間のこと。

## 概要
- 起点：桜川市本木
- 終点：桜川市鍬田
- 車線数：2車線
- 延長：2Km

## 歴史

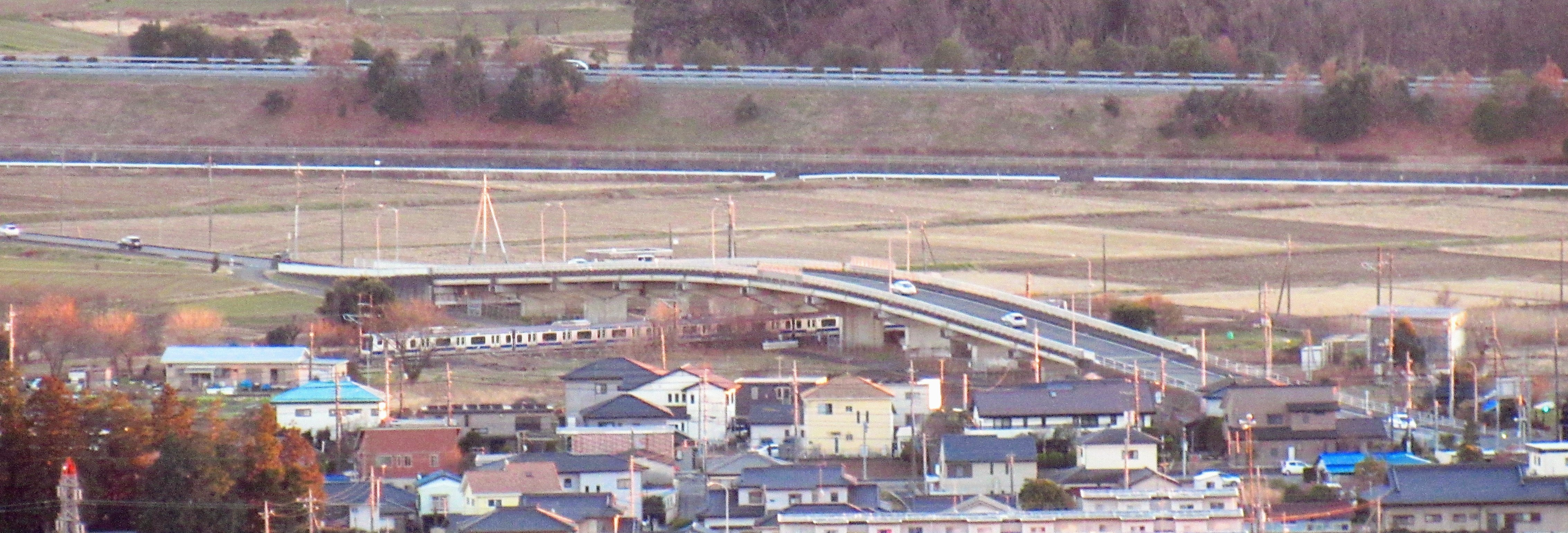
岩瀬跨線橋

- 1988年（昭和63年）：水戸線を跨ぐ岩瀬跨線橋（全長207.6m）完成。
- 1990年（平成2年）
  - 真壁郡大和村大字本木 - 鍬田交差点 - 西茨城郡岩瀬町大字岩瀬（元岩瀬交差点）のバイパスを新設する道路区域（3.727km）が決定する[1]。
  - 3月29日：真壁郡大和村大字本木 - 西茨城郡岩瀬町大字鍬田（国道50号・鍬田交差点）のバイパス道路（約2.0km）が開通する[2]。
  - 12月17日：西茨城郡岩瀬町大字犬田 - 大字岩瀬（元岩瀬交差点）の旧道区間（2.16km）が指定解除により岩瀬町道へ降格[3]。
- 2006年（平成18年）8月17日：桜川市鍬田（国道50号・鍬田交差点） - 桜川市飯渕（現道合流）の区間（1.9km）にバイパスを新設する道路区域が決定する[4]。
- 2015年（平成27年）11月：新市建設計画から鍬田 - 飯渕バイパス整備の記述削除[5]。